# 桐嶋ノドカ
桐嶋 ノドカ（きりしま ノドカ、本名非公開、1991年5月5日 - ）は、日本の女性歌手・シンガーソングライターである。神奈川県横浜市出身（出生は東京都練馬区）。キングレコード所属。

## 来歴
幼稚園の頃に姉の影響でエレクトーンをメインに歌も習うヤマハ音楽教室に通うようになり、それが歌を始めるきっかけとなった。3歳からピアノを始め、中学生の時に聖歌隊、高校では合唱部に所属。中高ともキリスト教系の学校だったため、毎日聖書を読み、賛美歌やクラシックの楽曲を歌い、お祈りをする生活を送る。高校時代より曲作りを始め、卒業する頃には歌を仕事にしたいと思うようになる。プロになって歌うために音楽大学に進学、オリジナル楽曲でオーディションを受けるために本格的に作詞作曲を始める。
2012年夏、大学在学中にデモ音源を音楽プロデューサーの小林武史に送ったことがきっかけで小林が代表を務める烏龍舎のスタジオに通い始める。2014年3月に音楽配信サイトのOTOTOYから「ボーダーライン（Demo ver.）」を無料配信でリリース。約1ヶ月間で2,000DLを記録する。同年7月、配信限定でリリースした楽曲「Wahの歌」がテレビ東京系ドラマ『ラスト・ドクター〜監察医アキタの検死報告〜』主題歌に起用される。その後、ライブ活動を続けながら楽曲制作に専念する。
2015年7月、3年間の制作期間を経て、ミニアルバム『round voice』 でメジャーデビュー。11月公開の映画『流れ星が消えないうちに』の挿入歌に楽曲「柔らかな物体」を提供。12月、Spangle call Lilli lineの楽曲「tesla」のミュージックビデオに出演。
2017年7月、キングレコードへの移籍と、小林とryo (supercell)がタッグを組んで桐島をダブルプロデュースするプロジェクトの始動が発表された。

## 作品

### シングル
| 枚 | リリース日     | 曲名                         | 販売 形態  | 規格 品番 | 週間 チャート | 収録アルバム |
| -- | -------------- | ---------------------------- | ---------- | --------- | ------------- | ------------ |
| 1  | 2017年11月22日 | 言葉にしたくてできない言葉を | CD+Blu-ray |           |               |              |
| 1  | 2017年11月22日 | 言葉にしたくてできない言葉を | CD         |           |               |              |

### アルバム
| 枚 | リリース日    | タイトル    | 規格 | 規格品番  | 販売形態・備考 | 週間チャート |
| -- | ------------- | ----------- | ---- | --------- | -------------- | ------------ |
| 1  | 2015年7月29日 | round voice |      | AZCS-1046 |                |              |

## 出演

### 映画
- 爪先の宇宙（2017年11月17日、メディアプルポ） - 主演・吉河亜紀 役（北村諒とW主演）[8]